# Flavien Dassonville
Flavien Dassonville (Montdidier, 16 februari 1991) is een voormalig Frans wielrenner die in 2018 reed  bij een Franse amateurploeg, genaamd CC Nogent-sur-Oise.

## Carrière
In 2013 werd Dassonville nationaal kampioen op de weg bij de beloften, waar hij de eerste achtervolgende groep ruim twee minuten voorbleef. Later dat jaar won hij de beloftenversie van Parijs-Tours door Daan Olivier te verslaan in een sprint-à-deux. Nadat Dassonville in 2016 het bergklassement van de Circuit des Ardennes en dat van de Ronde van de Limousin had gewonnen, behaalde hij in 2017 zijn eerste profoverwinning: in La Roue Tourangelle versloeg hij Fabien Grellier en Anthony Delaplace in een sprint met drie. Zo'n drie weken later won hij de tweede etappe van de Ronde van Bretagne.
In 2018 eindigde Dassonville zijn wielerloopbaan bij CC Nogent-sur-Oise. In 2023 is hij werkzaam als ploegleider bij het Canadese Team Ecoflo Chronos.

## Overwinningen
2013
 Frans kampioen op de weg, Beloften
Parijs-Tours, Beloften
2016
Bergklassement Ronde van de Limousin
Bergklassement Circuit des Ardennes
2017
La Roue Tourangelle
2e etappe Ronde van Bretagne
Eindklassement Ronde van Bretagne
Ronde de l'Oise

## Ploegen
- 2011 –  BigMat-Auber 93
- 2012 –  Auber 93
- 2013 –  BigMat-Auber 93
- 2014 –  BigMat-Auber 93
- 2015 –  Auber 93
- 2016 –  HP BTP-Auber 93
- 2017 –  HP BTP-Auber 93
- 2018 –  CC Nogent-sur-Oise

Bihel · Dassonville · Gouault · Guay · Jakin · Levarlet · Maldonado · Menut · Renault · Tronet · Vimpère
Bihel · Dassonville · Feillu · Gouault · Guay · Jakin · Levarlet · Maldonado · Menut · Renault · Vimpère · Touzé (stagiair)